# کداح
کداح (در زبان جاوه‌ای: قدح) معروف به دارالامان ایالتی در کشور مالزی است.
مرکز آن شهر الور ستار است.
شهر دیگر اصلی آن سونگای پتانی است.
جزیره‌های لنکاوی بخشی از این استان است.

## جمعیت
جمعیت این ایالت ۱٬۷۷۸٬۱۸۸ نفر است و برای آن لقب عربی دارالامان (خانه آشتی) بکار می‌رود.
برآورد جمعیتی اقوام این ایالات در سال ۲۰۰۳ بدینگونه بود:
| - مالای (۱،۳۳۶،۳۵۲) - چینی (۲۵۲،۹۸۷) - هندی (۱۲۲،۹۱۱) - غیر تبعه (۳۵،۲۹۳) - دیگران (۲۷،۵۳۲) |